# Durand (Illinois)
Pour les articles homonymes, voir Durand.
Durand est un village du Comté de Winnebago en Illinois. Le village fait partie de l'aire urbaine de Rockford. Sa population était de 1 081 personnes en 2000.